# Galatia (Illinois)
Galatia è un villaggio degli Stati Uniti d'America, situato nello Stato dell'Illinois, nella contea di Saline.